# Paradis
För andra betydelser, se Paradis (olika betydelser).

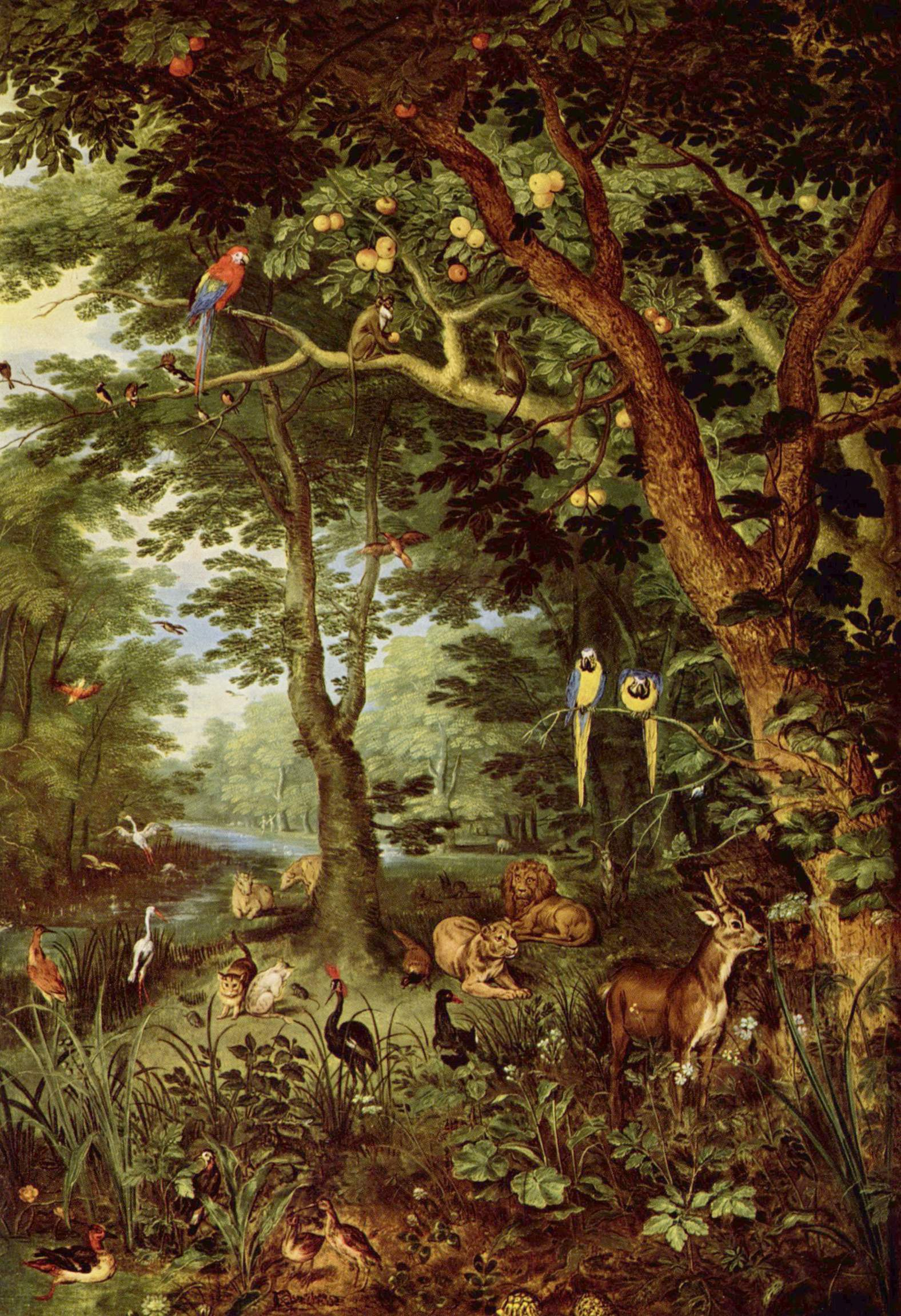
"Paradiset", målning av Jan Bruegel d.y..

Paradis, park eller trädgård, härstammar från det persiska ordet pairidaeza (persiska: پردیس, pardis), i bestämd form Paradiset, och är ett namn på en idealiserad plats vars existens är positiv, harmonisk och tidlös och där bara fred, välstånd och lycka finns. Paradiset är en plats för tillfredsställelse, men inte nödvändigtvis ett land av lyx och sysslolöshet. Beteckningen paradis förekom som ett begrepp för persernas vackra trädgårdar kring profeten Zarathustras tid (1000-500 f.Kr). I eskatologiska sammanhang ses paradiset som en hemvist för de döda som levt ett liv i godhet. Det beskrivs som det slutliga målet och förverkligandet av människans djupaste längtan, ett tillstånd av högsta och slutgiltig lycka.
Efter Septuagintaöversättningen av Gamla Testamentet blev paradis en vanlig benämning för Edens trädgård; världens perfekta tillstånd före syndafallet, och i den senare judendomen en vanlig beteckning för den del av dödsriket, där de rättfärdigas själar inväntar uppståndelsen, en ort eller ett tillstånd som judarna också kallade Abrahams sköte, se Luk. 16:22. I kristen och muslimsk förståelse består himlen av ett slags paradisisk lättnad. Från att från början ha betecknat det svunna jordiska lycksalighetslandet, ändrade ordet med tiden betydelse till att beteckna de saligas boning i himlen. I Uppenbarelseboken 2:7 ("Den som segrar skall jag ge att äta av livets träd, som står i Guds paradis") kan ordet möjligen åsyfta det kommande nya Jerusalem.
"Redan i dag skall du vara med mig i paradiset", sade Jesus till den botfärdige rövaren (Luk. 23:43). Dessa ord torde i första hand och för den okunnige rövarens uppfattning ha syftat på "paradiset" eller "inhägnaden" i dödsriket, dit Jesus efter sin död nedsteg för att förkunna sin seger för de bundna andarna (1 Petr. 3:19, 4:6).
Även islam talar om ett liknande paradis, Jannah, vilket är en förkortad ordform med den enkla betydelsen "trädgård". 
Konceptet är vanligt i konst och litteratur, särskilt före upplysningstiden, då i bland annat John Miltons Det förlorade paradiset. Ett paradis skall inte förväxlas med en utopi, vilket är ett alternativt samhälle. I figurlig bemärkelse används ordet paradis numera ibland för att beteckna ett vackert och behagligt ställe eller ett lyckligt tillstånd. Men det finns inga likheter.